# Marcos Leonardo
Marcos Alonso Leonardo Santos Almeida (Microrregión de Itapetinga, Estado de Bahía, Brasil, 2 de mayo de 2003), conocido como Marcos Leonardo (portugués brasileño: /ˈmaɾkus ɫeoˈnaɾdu/), es un futbolista brasileño que juega como delantero en el Al-Hilal Saudi F. C. de la Liga Profesional Saudí.

## Trayectoria
Nacido en Itapetinga, Estado de Bahía, Marcos Leonardo se trasladó a Taubaté, Estado de São Paulo en mayo de 2014, y se incorporó a la estructura juvenil del Santos F. C. en agosto, tras una prueba. El 23 de octubre de 2019, firmó su primer contrato profesional con el club, acordando un acuerdo de tres años.
El 21 de julio de 2020, fue uno de los cinco jóvenes graduados inscritos en el Campeonato Paulista del año. Debutó como profesional -y en el Campeonato Brasileño de Serie A- el 20 de agosto, sustituyendo a Yeferson Soteldo en la segunda parte del partido contra el S. C. Recife, en el que se impuso por 1-0.
El 15 de septiembre de 2020, debutó en la Copa Libertadores sustituyendo a Raniel en el empate a cero en casa contra el Club Olimpia. Marcó su primer gol como profesional el 4 de octubre, anotando el tercero de su equipo en la victoria a domicilio por 3-2 contra el Goiás E. C.
El 20 de octubre de 2020, marcó el gol de la victoria por 2-1 en casa contra el C. S. D. Defensa y Justicia, convirtiéndose en el sexto más joven en marcar en la Libertadores, y el cuarto más joven de Brasil. Pasó la campaña de 2021 como opción de reserva, inicialmente por detrás de su compañero de promoción Kaio Jorge y posteriormente por detrás del nuevo fichaje Léo Baptistão.

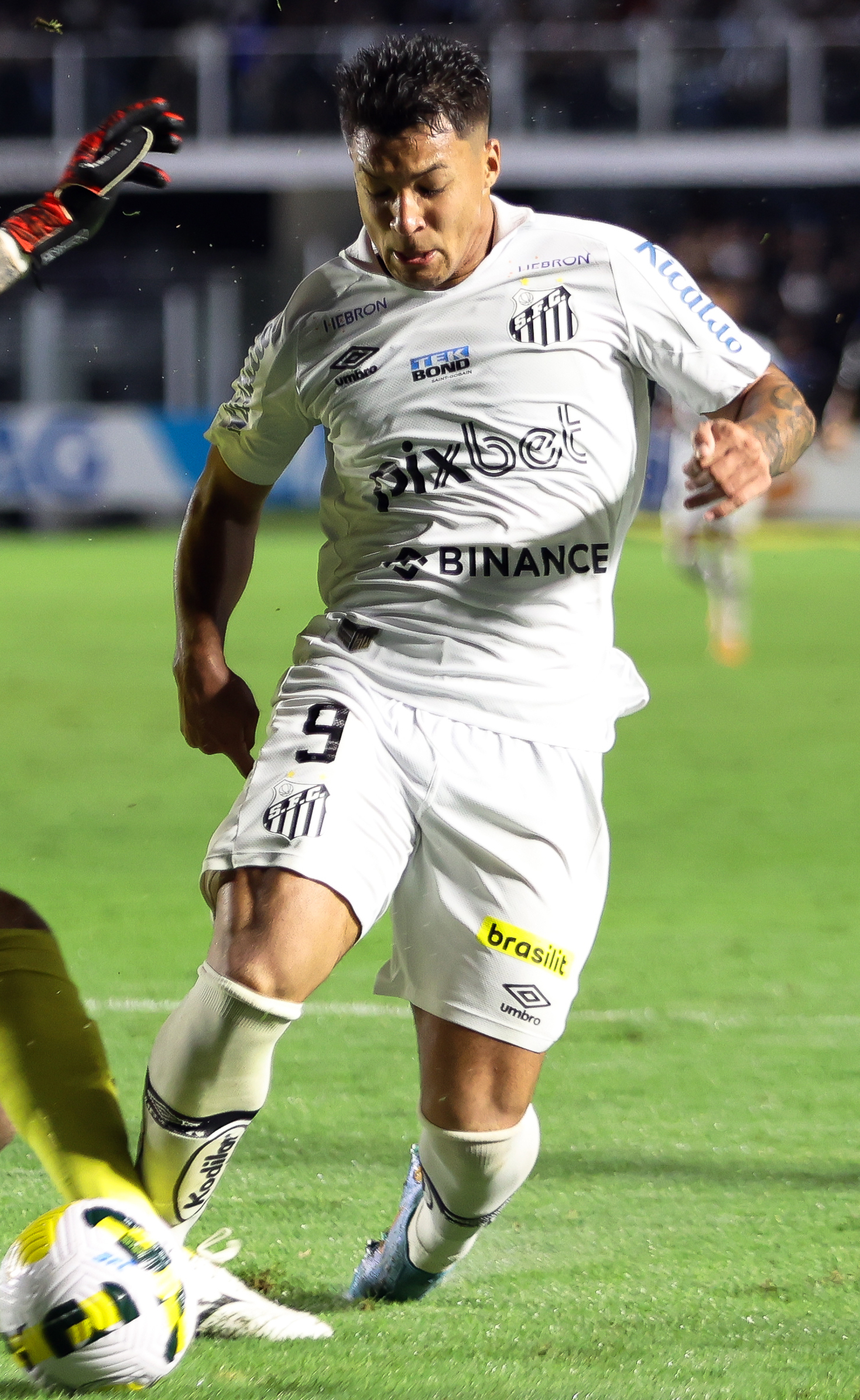
Marcos Leonadrdo jugando para el Santos en la Copa de Brasil 2022

El 15 de enero de 2022 aceptó renovar su contrato con el Santos hasta 2026.

### S. L. Benfica
El 3 de enero de 2024, fue traspasado al S. L. Benfica a cambio de 18 millones de euros y un 10% de la plusvalía de una futura venta. El 14 de enero de 2024, en la jornada 17 de la Primeira Liga, Marcos Leonardo jugó para el Benfica Diane o Rio Ave. Ele entró no começo do segundo tempo, sustituyendo al centroavante brasileño Arthur Cabral, y marcou um gol na reta final da partida que terminó en goleada por 4-1 para los Encarnados.
Vistió la camiseta del Benfica, donde no logró consolidarse. Jugó 24 partidos y marcó ocho goles.

### Al-Hilal
En septiembre se marchó al Al-Hilal Saudi F. C. El club saudí ha llegado a un acuerdo con el joven exjugador del Santos, en un traspaso por un valor aproximado de 40 millones de euros. El contrato tendrá una duración de cinco años. Marcos debutó con el club el 14 de septiembre, en la victoria por 3-0 sobre el Al-Riyadh. Marcó un gol en el partido, pero fue anulado. Su primer gol con el equipo llegó en el siguiente partido, en la victoria por 3-1 sobre el Al-Rayyan.

## Selección nacional
Representó a Brasil en la categoría sub-17, disputando el Torneo Montaigu de 2019 y el Torneo de Desarrollo de la UEFA. El 12 de febrero de 2021, él y su compañero del Santos Renyer fueron convocados a la sub-18.

## Vida personal
Su padre, conocido como Marcos Coringa, también era futbolista y delantero. Sin embargo, sólo aparecía en torneos amateurs en su Bahía natal.

## Estadísticas

### Clubes
Actualizado al último partido disputado el 30 de junio de 2025.
| Club                                | Div.          | Temporada     | Liga  | Liga  | Liga   | Estatal | Estatal | Estatal | Copas nacionales | Copas nacionales | Copas nacionales | Copas internacionales | Copas internacionales | Copas internacionales | Total | Total | Total  |
| Club                                | Div.          | Temporada     | Part. | Goles | Asist. | Part.   | Goles   | Asist.  | Part.            | Goles            | Asist.           | Part.                 | Goles                 | Asist.                | Part. | Goles | Asist. |
| ----------------------------------- | ------------- | ------------- | ----- | ----- | ------ | ------- | ------- | ------- | ---------------- | ---------------- | ---------------- | --------------------- | --------------------- | --------------------- | ----- | ----- | ------ |
| Santos F. C. · Brasil               | 1.ª           | 2020          | 18    | 4     | 0      | 0       | 0       | 0       | 1                | 0                | 0                | 3                     | 1                     | 0                     | 22    | 5     | 0      |
| Santos F. C. · Brasil               | 1.ª           | 2021          | 16    | 5     | 0      | 7       | 0       | 0       | 6                | 1                | 0                | 11                    | 1                     | 0                     | 40    | 7     | 0      |
| Santos F. C. · Brasil               | 1.ª           | 2022          | 35    | 13    | 3      | 12      | 4       | 2       | 6                | 2                | 0                | 4                     | 2                     | 0                     | 57    | 21    | 5      |
| Santos F. C. · Brasil               | 1.ª           | 2023          | 31    | 13    | 2      | 11      | 4       | 1       | 4                | 3                | 0                | 3                     | 1                     | 0                     | 49    | 21    | 3      |
| Santos F. C. · Brasil               | Total club    | Total club    | 100   | 35    | 5      | 30      | 8       | 3       | 17               | 6                | 0                | 21                    | 5                     | 0                     | 168   | 54    | 8      |
| S. L. Benfica Portugal              | 1.ª           | 2023-24       | 14    | 7     | 0      | —       | —       | —       | 3                | 0                | 1                | 4                     | 0                     | 0                     | 21    | 7     | 1      |
| S. L. Benfica Portugal              | 1.ª           | 2024-25       | 3     | 1     | 0      | —       | —       | —       | 0                | 0                | 0                | 0                     | 0                     | 0                     | 3     | 1     | 0      |
| S. L. Benfica Portugal              | Total club    | Total club    | 17    | 8     | 0      | 0       | 0       | 0       | 3                | 0                | 1                | 4                     | 0                     | 0                     | 24    | 8     | 1      |
| Al Hilal Saudi F. C. Arabia Saudita |               |               |       |       |        |         |         |         |                  |                  |                  |                       |                       |                       |       |       |        |
| 1.ª                                 | 2024-25       | 24            | 17    | 2     | —      | —       | —       | 3       | 3                | 0                | 15               | 8                     | 2                     | 42                    | 28    | 4     |        |
| Total club                          | Total club    | 24            | 17    | 2     | 0      | 0       | 0       | 3       | 3                | 0                | 15               | 8                     | 2                     | 42                    | 28    | 4     |        |
| Total carrera                       | Total carrera | Total carrera | 141   | 60    | 7      | 30      | 8       | 3       | 23               | 9                | 1                | 40                    | 13                    | 2                     | 234   | 90    | 13     |